# Felippe Moraes
Felippe Moraes (Rio de Janeiro, 9 de julho de 1988) é um artista visual, pesquisador, cenógrafo e curador independente brasileiro. Trabalha com manifestações artísticas diversas como esculturas, instalações, desenho e pintura. e é considerado um dos fotógrafos mais proeminentes da sua geração. Sua pesquisa está voltada para a epistemologia da razão e suas relações com espiritualidade, mitologia e ancestralidade como possibilidades de reencantamento do mundo. Foi pesquisador do Doutoramento em Arte Contemporânea no Colégio das Artes na Universidade de Coimbra entre 2016 e 2019 e possui um MA Fine Art pela The University of Northampton.

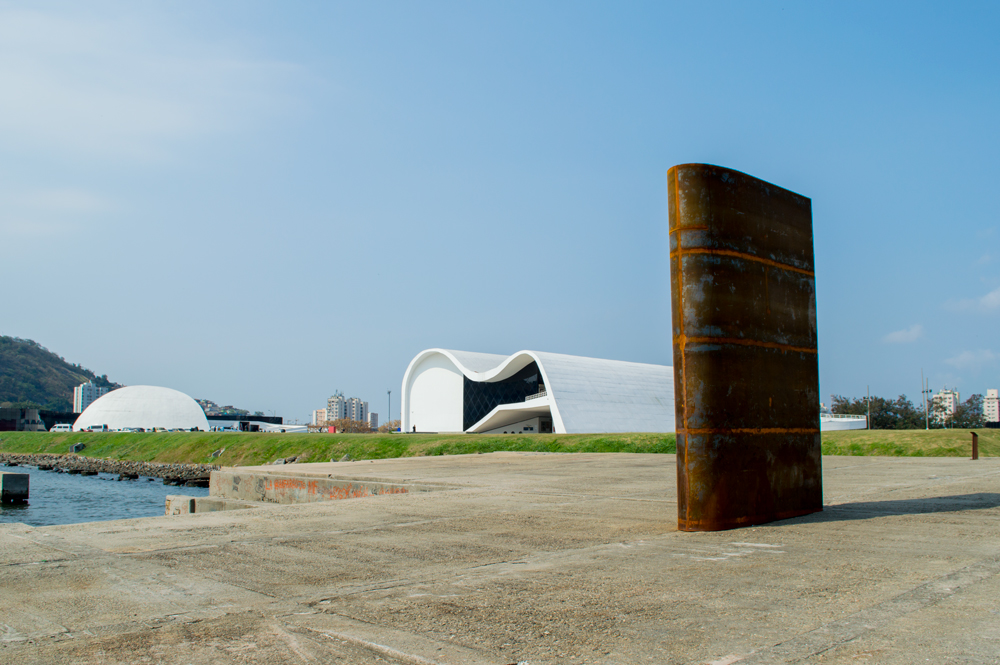
Escultura Monumento ao Horizonte do artista plástico Felippe Moraes em frente ao Teatro Popular de Niterói no Caminho Niemeyer

## Artista
Nascido no Rio de Janeiro em 9 de Julho de 1988, bacharelou-se em Design de Produto no Centro Universitário Belas Artes de São Paulo. Como artista plástico esteve em exposições em instituições nacionais e internacionais. Sua primeira exposição individual em uma instituição foi Construção no Paço das Artes em 2011 com acompanhamento crítico da curadora Fernanda Lopes como resultado da sua seleção na Temporada de Projetos. No mesmo ano mudou-se para a cidade de Northampton no Reino Unido para cursar o mestrado na University of Northampton.
Em 2012 teve sua primeira exposição individual internacional intitulada Matter com texto do crítico Raphael Fonseca. Neste ano retornou ao Brasil e tornou-se um dos artistas e conselheiros da Despina - Largo das Artes, onde desenvolveu a plataforma LargoLAB de acompanhamento artístico de projetos dos artistas nacionais e internacionais do programa de residências da instituição. Em 2013 na mesma instituição desenvolveu a exposição Hipotética e esteve na mostra Mutatis Mutandis em diálogo com a obra de Vera Chaves Barcellos com curadoria de Bernardo de Souza e Bruna Fetter.
Em 2014 apresentou a exposição individual Ordem com curadoria de Adriano Casanova na Baró Galeria. No mesmo ano foi um dos dez finalistas do Prêmio EDP nas Artes 2014 no Instituto Tomie Ohtake e esteve na Trienal Frestas em Sorocaba com curadoria de Josué Mattos. Em 2015 esteve nas mostras coletivas Escala Humana com curadoria de Fernando Sicco no EAC Montevideo e Coisas Sem Nome no Instituto Tomie Ohtake.
Em 2016 foi o primeiro colocado no prêmio ArteMonumento2016 da FUNARTE levando à construção da obra pública permanente Monumento ao Horizonte no Caminho Niemeyer em Niterói. No mesmo ano apresentou a mostra individual Os Elementos com curadoria de Alexandre Sá no Centro Municipal de Arte Hélio Oiticica e Progressão no Museu de Arte Contemporânea de Niterói com curadoria de Michelle Sommer.
Em 2017 foi um dos vencedores do prêmio KARA 2017, ganhando uma residência em Teerã no Irã na Kooshk Residency. Em seguida participou da residência In Context na cidade Slănic Moldova na Romênia. Como legado à cidade, criou a instalação permanente Monumento a Euclides (2017), uma espécie de monumento neolítico que reflete sobre as descrições geométricas elaboradas na obra Os Elementos do matemático grego Euclides. No mesmo ano apresentou a exposição individual Cosmografia na Baró Galeria em São Paulo com curadoria de Julia Lima, onde estreou os filmes The Drag That Said Phi (2017) estrelado pela drag queen norte-americana Alaska Thunderfuck e Harmonices Mundi (2017) com a banda iraniana Bomrani, inspirado no conceito de "Música das Esferas" descrito no livro "Harmonices Mundi" de Johannes Kepler.

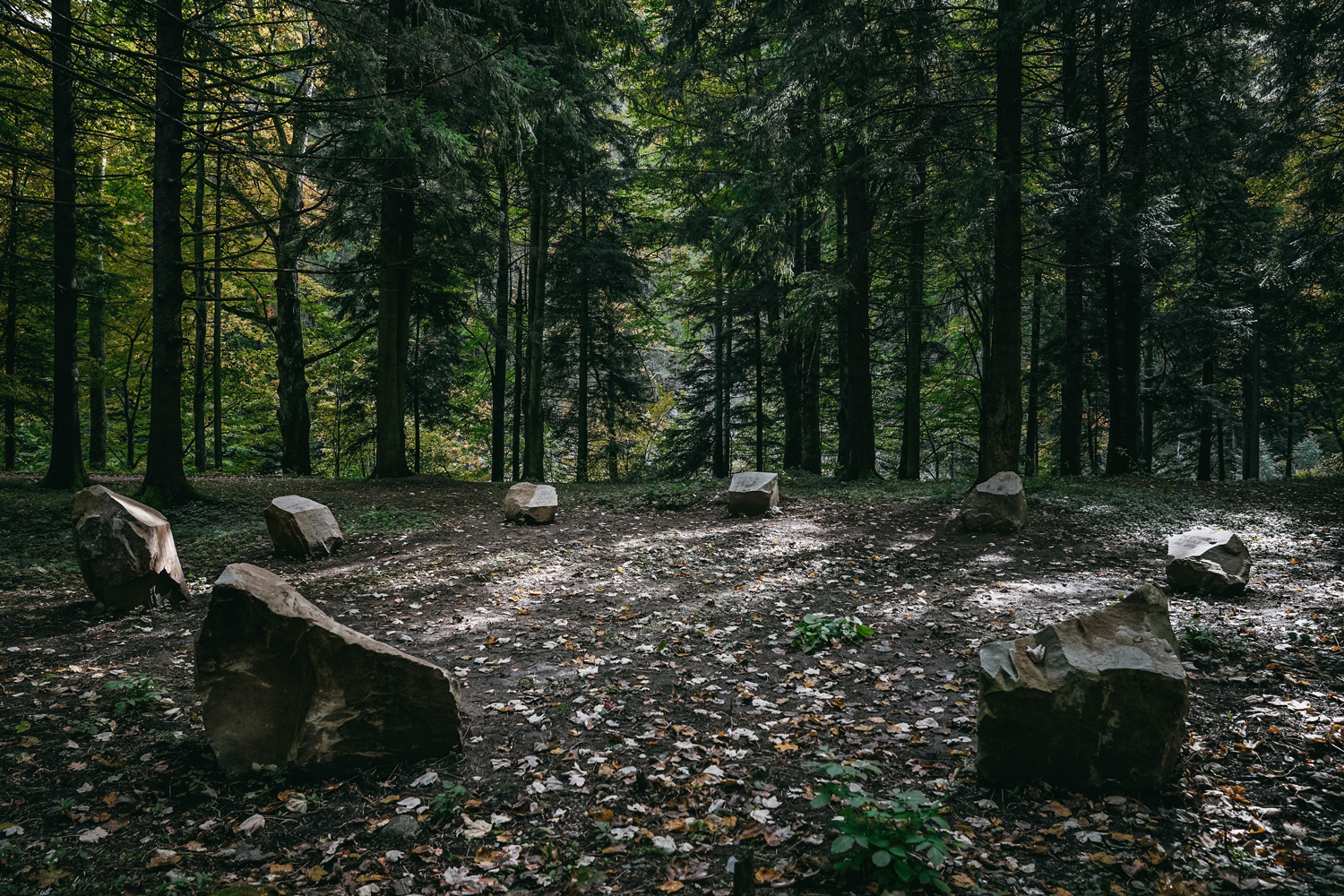
Vista geral da instalação permanente Monumento a Euclides (2017) por Felippe Moraes na cidade de Slanic Moldova na Romênia

Em 2018 Moraes realizou a mostra individual Proporción (Proporção) no Espacio de Arte Contemporáneo em Montevideu. No mesmo ano apresentou a exposição individual panorâmica IMENSURÁVEL, com curadoria de Alexandre Sá, na Caixa Cultural de Fortaleza. Em entrevista ao jornal Diário do Nordeste diz que "a mostra é uma reflexão sobre a obra como um todo nesse momento em que completo dez anos de carreira." Em 2019 o artista realizou a exposição individual Solfejo no Centro Cultural FIESP em São Paulo tratando sobre o som e foi considerado um dos 11 artistas para ficar de olho.
O artista define seu trabalho como "uma celebração da experiência do tangível e de como essa vivência, e somente ela, pode promover uma apreensão do intangível e do imaterial com tamanha eloquência retórica e poética. Trata-se de uma revelação que se dá pela ausência, pelas reticências, pelo espaço entre caracteres epistemológicos e pela contemplação daquilo que é infinito, invisível, oculto, que se esconde atrás do horizonte e que é, por fim, imensurável."

### Coleções
A produção artística de Felippe Moraes encontra-se em importantes coleções públicas e privadas como:
- Centro Cultural São Paulo[38]
- Museu de Arte Moderna da Bahia[39]
- Museu de Arte Moderna de São Paulo[40]
- Museu de Arte do Rio[41]
- Museu de Arte Contemporânea do Rio Grande do Sul[42]

### Produção artística durante a pandemia de COVID-19

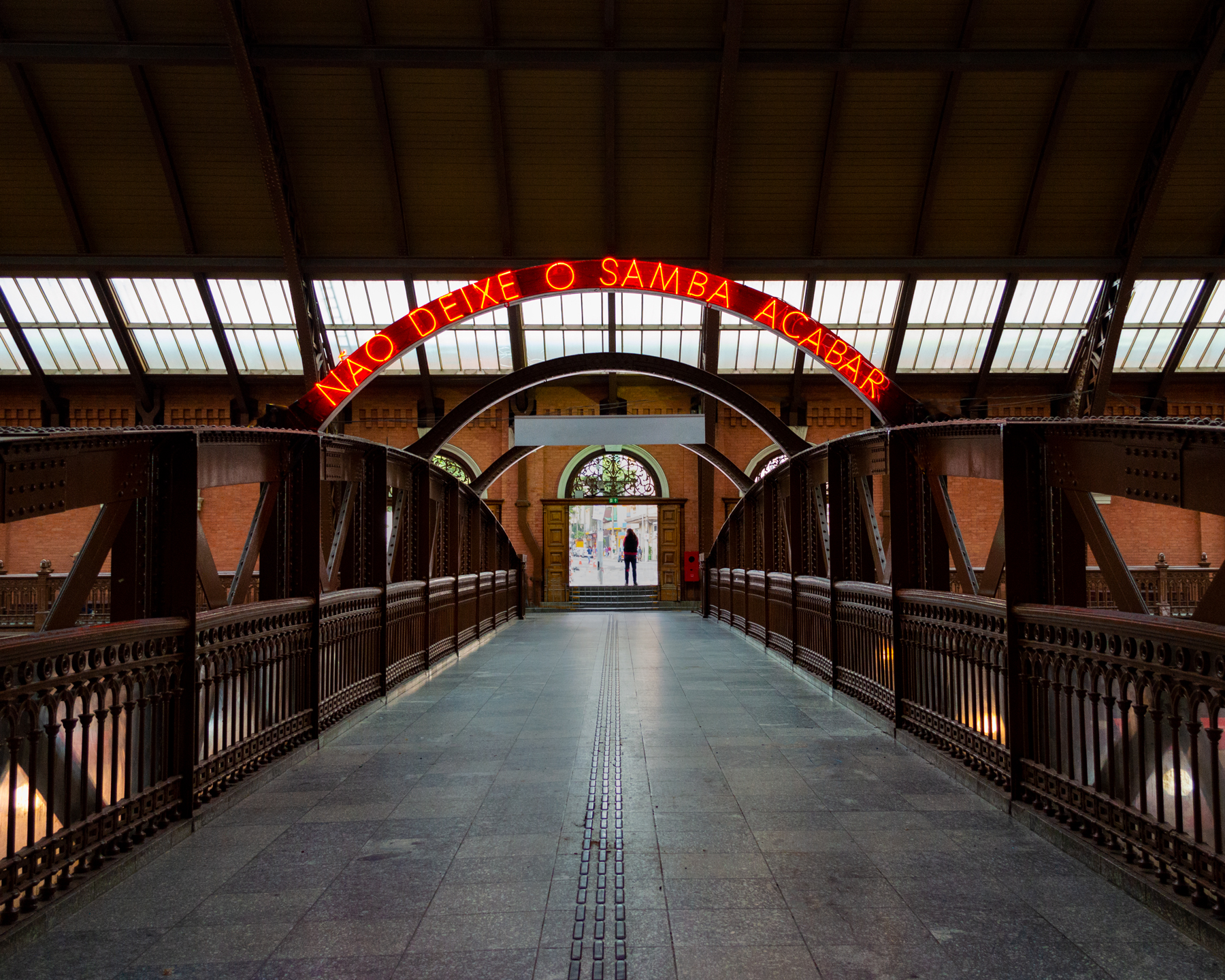
Instalação em néon "Não deixe o samba morrer" do artista visual Felippe Moraes na Estação da Luz em São Paulo no ano de 2021

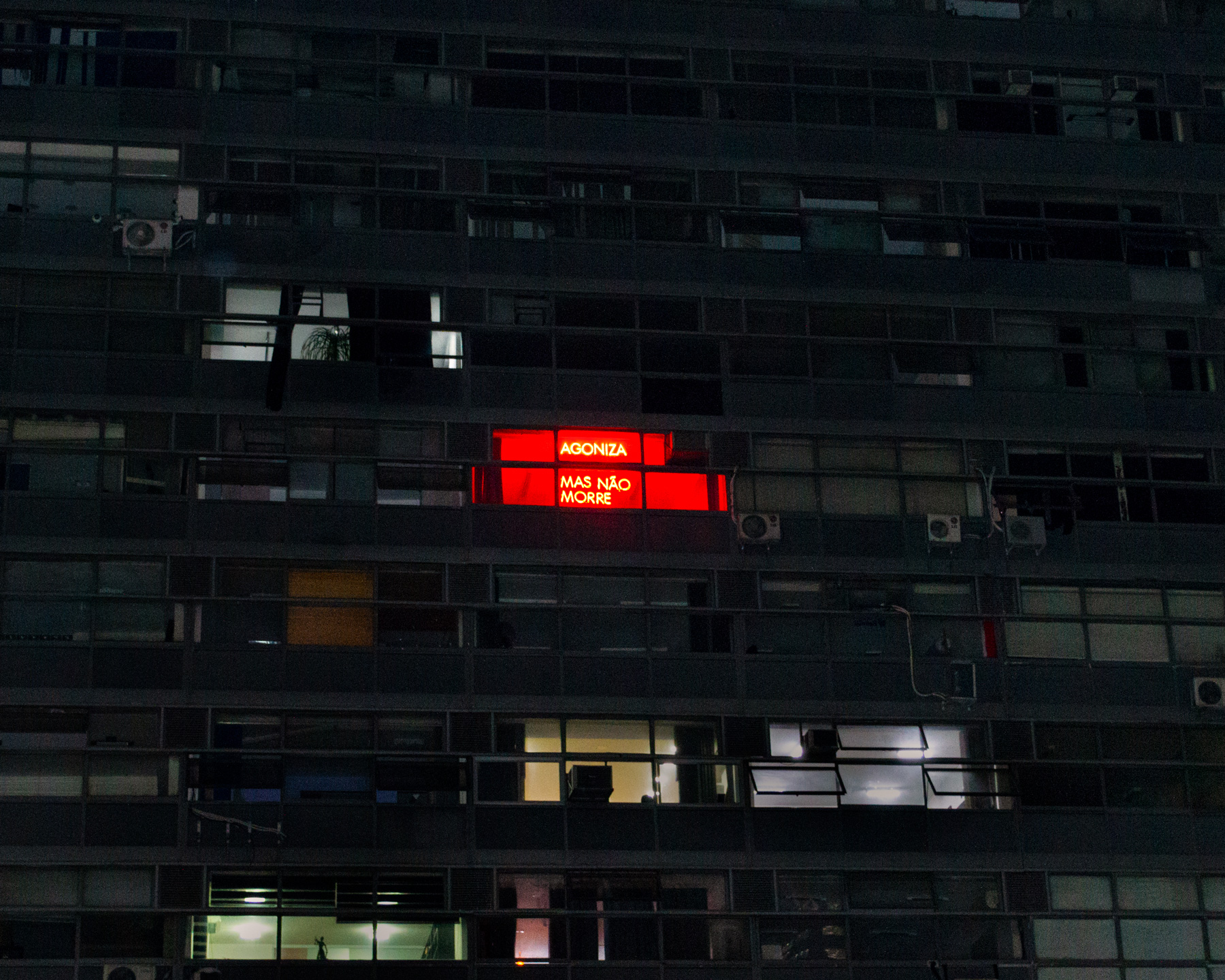
Instalação em néon Agoniza mas não morre, do projeto Samba Exaltação (2021), do artista Felippe Moraes instalada na janela de seu apartamento no Edifício Mirante do Vale, no Vale do Anhangabaú em São Paulo

#### Eledá
Em 2020, esteve em residência no EV_Largo no Rio de Janeiro e foi contemplado com os prêmios Arte como Respiro do Itaú Cultural e Cultura nas Redes, da Secretaria de Cultura e Economia Criativa do Estado do Rio de Janeiro. A partir destes prêmios produziu a exposição individual ELEDÁ em seu Instagram, na qual apresenta uma série de fotografias que discutem religiosidade de matriz afrobrasileira, autorrepresentação e a própria ideia de uma mostra nas redes sociais. Em texto sobre a série de trabalhos, o crítico e curador francês Marc Pottier diz que o artista é um "xamã otimista de um pré-apocalipse anunciado pelo coronavírus" e que ele "vê em todas as coisas as suas energias positivas, e os elos invisíveis que nos unem uns aos outros e à Natureza."

#### Figa: 28.º Festival MixBrasil de Cultura da Diversidade
Ainda em 2020, foi o autor da identidade visual do 28.º Festival MixBrasil de Cultura da Diversidade, para a qual fotografou as mãos de pessoas LGBTQIA+ fazendo o sinal da figa, como Márcia Pantera, Linn da Quebrada e André Fischer. Como parte da programação, apresentou a ocupação FIGA, em que instalou lambe-lambes das fotografias em quatro centros culturais da Prefeitura de São Paulo: Vila Itororó, Centro Cultural da Diversidade, Centro de Culturas Negras e Centro Cultural da Juventude.

#### Samba Exaltação
Em fevereiro de 2021, Moraes realizou o projeto Samba Exaltação, em que instalou um neon vermelho na janela de seu apartamento no Edifício Mirante do Vale, o mais alto de São Paulo, com os dizeres "agoniza mas não morre". Evocando a canção homônima de Nelson Sargento, o artista fala sobre a melancolia do Carnaval ausente de 2021. Em matéria da Folha de S. Paulo sobre a obra, ele diz que "o Carnaval é uma forma de resistir, sobreviver, é uma tecnologia social que desenvolvemos ao longo de muitos anos, na qual se suprimem regras sociais para se brincar livremente" e segue afirmando que "é a possibilidade de confrontar aquilo que nos oprime, e falar de Carnaval nesse momento é um ato de libertação".
Em junho do mesmo ano realizou o projeto Samba da Luz, em que instalou um néon vermelho alternando entre "Não deixe o samba morrer" e Não deixe o samba acabar" numa passarela de pedestres na Estação da Luz e um segundo de 7m de largura na entrada da  Biblioteca Mário de Andrade intercalando os dizeres "CANTA FORTE" e "CANTA ALTO" evocando a canção "Canta Canta, minha gente" de Martinho da Vila.
Em setembro de 2021, em comemoração aos 25 anos do Museu de Arte Contemporânea de Niterói, Moraes realizou sua segunda exposição individual na instituição. Na mostra Samba Exaltação apresentou um panorama das obras em néon produzidas desde 2019 na área externa do edifício com texto curatorial de Alexandre Sá. Os letreiros com trechos de sambas teciam comentários sobre o carnaval, a pandemia e o cenário social do Brasil no momento.

### Cinema e videoarte

#### Trilogia Queer
Trilogia Queer é a série de três videoartes produzidos e dirigidos pelo artista com temática LGBT. São eles:
- The Drag That Said Phi (2017): A obra apresenta a drag queen Alaska Thunderfuck recitando lentamente diante da câmera os dígitos do número Phi (1,618...), relacionado à proporção áurea. O vídeo faz parte da coleção do Museu de Arte Contemporânea do Rio Grande do Sul.[30][10][66][67][68][69][70][71][excesso de citações]

- Panthera Lemniscata (2021): curta-metragem de ficção científica estrelado pela drag queen Márcia Pantera apresentando seu frenético bate-cabelo ao som da trilha original composta pelo duo NoPorn.[72] O título faz referência à Lemniscata, curva algébrica similar ao movimento executado pela personagem no filme.[72]
- A Tábua de Esmeralda (2022/23): o curta-metragem traz a atriz Bianca Exótica interpretando os 16 apontamentos escritos por Hermes Trismegisto no documento antigo de mesmo nome. Com trilha sonora original do duo NoPorn, o filme surge de uma videoinstalação no Centro Cultural da Diversidade, acompanhado de uma experiência de Realidade Virtual. Ao som de House Music, a obra aborda ocultismo e diversidade sexual e apresenta uma sucessão de imagens de manuscritos de alquimia do século XVI ao XVIII.[73][65]

## Curador e pesquisador

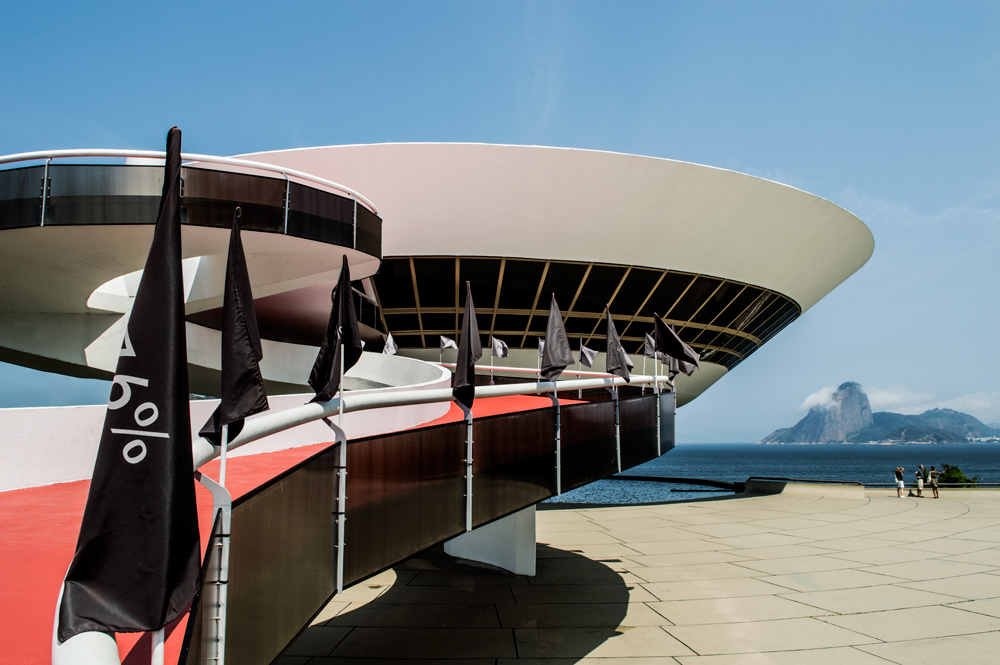
Imagem da instalação Progressão (2016) do artista Felippe Moraes no Museu de Arte Contemporânea de Niterói em 2016

#### Cidades Invisíveis: Despina/Largo das Artes
Em 2016 foi o curador da exposição Cidades Invisíveis na Despina - Largo das Artes, inspirado no livro homônimo de Ítalo Calvino, discutindo cidades reais e imaginárias e os sucessivos processos de transformação urbanística do Rio de Janeiro. A mostra contou com trabalhos de Amadeo Azar, Ana Holck, Anton Steenbock, Fernando Pinto, Heigorina Cunha, Hildebrando de Castro, Ingrid Hapke, Joana Traub Csekö, Le Corbusier, Marcos Chaves, Milton Machado, Pedro Urano, Pedro Varela, Terry Gillian, Wouter Osterholt.

#### HARP (Humanitarian Art Research Platform)
No mesmo ano, fundou o projeto HARP (Humanitarian Art Research Platform) orientando a pesquisa visual de artistas refugiados da Síria, República Democrática do Congo e Colômbia, desenvolvendo a curadoria das exposições Horizontes Possíveis no Museu do Amanhã e Tradução Provisória na Fábrica Bhering, ambas no Rio de Janeiro.

#### Projeto Tirante:Museu de Arte do Espírito Santo
Em 2021 foi co-curador do projeto Tirante com Clara Sampaio, a primeira exposição online do Museu de Arte do Espírito Santo e pensada inteiramente para o ambiente virtual. Articulando arte e arquitetura, curadoria e prática artística, a mostra é motivada pela reforma da instituição entre 2016 e 2017 e pelas práticas transdisciplinares dos participantes.

#### MITA: Cosmologias da Diversidade: Centro Cultural da Diversidade
Em novembro de 2021 foi curador da mostra MITA: Cosmologias da Diversidade com 20 artistas mulheres e LGBT no Centro Cultural da Diversidade em São Paulo. Discutindo questões mitológicas, espirituais e alegóricas da condição humana sob a ótica de pessoas queer. Com assistência de Ana Carla Soler, a mostra apresentou trabalhos de artistas como Alex Cerveny, Efe Godoy, Ricardo Càstro, Elisa Arruda e Rodrigo Bueno. Segundo Moraes "Essa é a curadoria de um artista em diálogo com outros artistas. Ela nos dá uma certa indisciplina para beber tanto da teoria psicanalítica de Carl Gustav Jung, quanto das Juremas, Umbandas, Candomblés (...)  A mostra é uma observação sobre o sagrado que existe em nossos corpos dissidentes e a possibilidade de cura coletiva através dele”.

#### Projeto Mirante: MAC Niterói
De abril a maio de 2022 realizou o Projeto Mirante nas áreas externas do MAC Niterói, propondo a discussão de assuntos da jovem produção de arte contemporânea brasileira como território, antropoceno, ruína e trabalho. Segundo Moraes, o projeto "é construído como forma de fazer o museu pensar sobre si mesmo, seu lugar social, político e sua relação com a cidade. Entendemos que a instituição é mais que um edifício, é programação, é educação e é encontro entre criadores, suas produções e a sociedade". O programa apresentou três exposições simultâneas com assistência curatorial de Ana Carla Soler:
- Território Vento: exposição coletiva lidando na rampa do museu com a noção de território a partir da palavra escrita em diversos suportes como bandeiras, cangas, faixas, pipas e fitinhas do Bonfim. Abordando principalmente a presença e urgência do texto na produção artística brasileira naquela década. Artistas: Julia Saldanha, Marília Scarabelo, OPAVIVARÁ!, Raphael Escobar, Rodolfo Viana e Thiago Ortiz.[97][98]
- Antropocênica: exposição coletiva de vídeos na recepção do museu discutindo a influência humana no planeta terra com corpos alterando o planeta de forma alegórica, poética ou ficcional. Artistas: Mari Fraga, Patrick Furness e Ricardo de Càstro.[97]
- Retrabalho: a primeira mostra individual do artista mineiro Juan Casemiro ocorreu na praça do museu, apresentando esculturas e instalações construídas com tijolos modulares.[96]

#### Horizonte de Eventos: Largo das Artes
Exposição curada por Felippe Moraes no Largo das Artes em outubro de 2022 com obras de 17 artistas abordando questões de tempo, espaço e território atravessando diversas áreas do conhecimento como alquimia, ecologia e física. A mostra se insere nas comemorações de 10 anos da Revista Calibán de arte e psicanálise na América Latina. Artistas: Ernesto Neto, Ana Teixeira, Daniel Toledo, Rose Afefé, Karola Braga, Lívia Flores, entre outros.

#### Encruzilhada Blockchain: MIS-SP e Galeria Olido
Como parte da programação do 30.º Festival MixBrasil De Cultura da Diversidade, a mostra ocorreu no MIS-SP e Galeria Olido em novembro de 2022 em São Paulo. Apresentou obras em NFT de 13 artistas LGBTs de diversas áreas como carnavalescos, artistas olfativos, performers e cineastas. A curadoria relaciona a noção de blockchain com a encruzilhada, assim como sua associação com o orixá Exu enquanto alegoria e método para abordar comunicação, comércio e diversidade sexual. Artistas: Anarca Filmes, Anna Costa e Silva, Felippe Moraes, Gabriel Haddad, Leonardo Bora, Gabriel Junqueira, Guilhermina Augusti, João GG, Karola Braga, Matheus Montanari, Renan Marcondes, Ricardo de Càstro, Rodrigo D’Alcântara, Tales Frey e Thiago Ortiz.